# Dablekánovo
Dablekánovo (en ruso: Давлеканово) es una ciudad de la república de Baskortostán, Rusia, ubicada a la orilla del río Dema, que es un afluente del río Belaya, el cual, a su vez, lo es del Kama, el cual, por último, lo es del Volga. Su población en el año 2010 era de 24 000 habitantes.

## Historia
Se le conoce desde mediados del siglo XVIII como un pueblo de nombre Itkulovo (Иткулово), posteriormente rebautizado con su nombre actual. Obtuvo el estatus de asentamiento urbanístico en 1928 y el de ciudad en 1942.